# Toni Wittels
Toni Wittels (geb. Antonie W., * 10. Juli 1869 in Wien, Österreich-Ungarn; † 15. August 1930 in München, Deutsches Reich) war eine österreichisch-deutsche Schauspielerin mit kurzer aber intensiver Karriere beim bayerischen Stummfilm der frühen Jahre nach dem Ersten Weltkrieg.

## Leben und Wirken
Die Bankierstochter und Schwester des Psychoanalytikers Fritz Wittels hatte sich schon als Kind schauspielerisch betätigt und war in Privataufführungen und Festspielveranstaltungen in Märchen und als Gedichtrezitatorin aufgetreten. Nach privatem Schauspielunterricht bei Friedrich Krastel in ihrer Heimatstadt Wien gab Toni Wittels 1888 ihren Einstand als Berufsschauspielerin mit der Hero (aus Shakespeares Viel Lärm um nichts) in Prag. Ihr frühes Rollenfach war das der Sentimentalen. 1893 folgte Wittels einer Verpflichtung an das Mannheimer Hoftheater (später: Nationaltheater) und konnte dort (neben erneut der Hero) weitere zentrale Frauenrollen (u. a. das Gretchen im Faust, das Klärchen, die Desdemona in Othello, die Ophelia in Hamlet, Fräulein Julie und das Rautendelein in Hauptmanns Die versunkene Glocke) spielen. Eisenberg schrieb über diese frühen Jahre von Toni Wittels: „Die Künstlerin weiß sich stets eins mit den Gestalten, die sie scharf charakterisiert und überaus glaubhaft zu verkörpern versteht.“
Insgesamt 23 Jahre lang blieb Toni Wittels Mannheim verbunden. Als Charakterinterpretin in ihren späteren Jahren reüssierte Toni Wittels in Mannheim, wohin sie Carl Hagemann  zuletzt gastweise mehrmals geholt hatte, als Alice in Strindbergs Totentanz und als Mutter Wolfen in Hauptmanns Der Biberpelz. In ihren letzten aktiven Jahren, von 1918 bis 1925, ließ sie sich von der in der Heimatstadt ihres Gatten, München, beheimatete Produktionsfirma Emelka für eine Reihe von Gattinnen- und Mütterrollen verpflichten. Dabei handelte es sich vor allem zu Beginn um mehrere Ganghofer-Verfilmungen wie Der Jäger von Fall, Gewitter im Mai, Der Edelweißkönig, Der Ochsenkrieg, Der Klosterjäger, Der Mann im Salz und Die Trutze von Trutzberg. Nebenbei wirkte sie in der bayerischen Landeshauptstadt auch als Schauspiellehrerin.
Toni Wittels war mit dem Münchner Schauspieler und Hofrat Franz Stury (1862–1929) verheiratet. Sie hatte ihn während beider gemeinsamer Zeit in Mannheim kennen gelernt und überlebte ihn nur um exakt 15 Monate.

## Filmografie
- 1918: Der Jäger von Fall
- 1919: Der Tod von Phaleria
- 1919: Aus Liebe gesündigt
- 1919: Gewitter im Mai
- 1919: Der Edelweißkönig
- 1920: Der Ochsenkrieg
- 1920: Der Klosterjäger
- 1921: Der Mann im Salz
- 1921: Der Verfluchte
- 1921: Der unheimliche Gast
- 1921: Die Trutze von Trutzberg
- 1922: Sterbende Völker (2 Teile)
- 1922: Die große Lüge
- 1922: Um Liebe und Thron
- 1922: Schattenkinder des Glück
- 1923: Der Weg zum Licht
- 1923: Maciste und die chinesische Truhe
- 1923: Zwei Menschen
- 1923: Um eines Weibes Ehre
- 1924: Liebet das Leben
- 1924: Aus der Jugendzeit klingt ein Lied
- 1925: In den Sternen steht es geschrieben